# Rickettsia typhi
Rickettsia typhi é uma espécie de proteobactéria gram-negativa, bacilar ou pleomórfica, parasita intracelular obrigatória, aeróbias. Causa tifo endêmica (tifo murino) em humanos e ratos. 

Antigamente conhecida como R. mooseri. Rickettsia typhi é transmitido primariamente pela pulga dos ratos, Xenopsylla cheopis, porém piolhos e ácaros também são vetores. Roedores são seus principais reservatórios, mas tatus, cangambá e gatos também podem conte-los. Está difundida por todo o mundo, especialmente em cidades costeiras.